# Georg Vilhelm Lyng

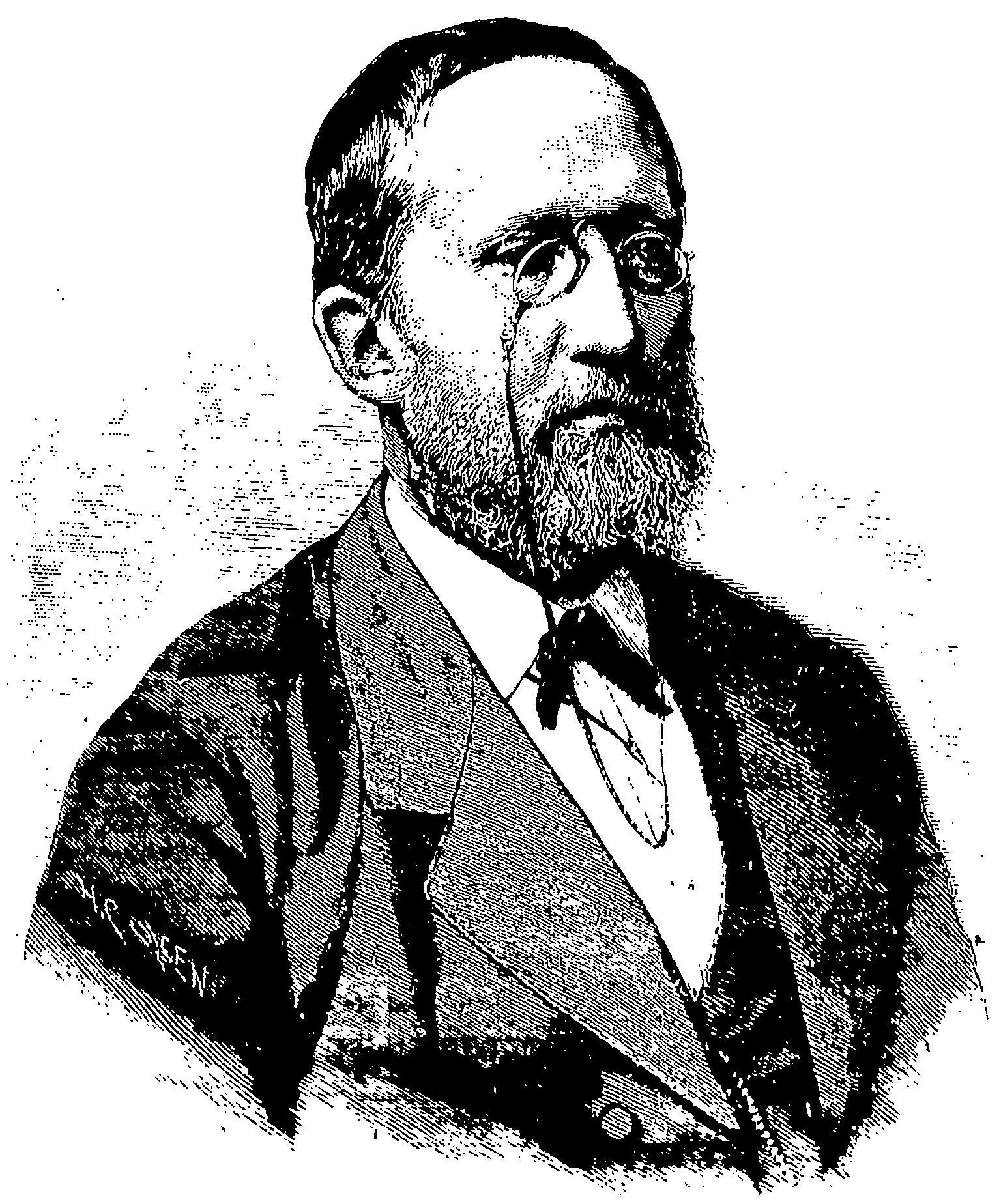
Georg Vilhelm Lyng.

Georg Vilhelm Lyng, född den 24 mars 1827 i Suldals socken, Stavanger amt, död den 19 maj 1884 i Kristiania, var en norsk filosof.
Lyng blev filologie kandidat 1851, universitetsstipendiat i filosofi 1858, filosofie doktor 1867 på avhandlingen Studier over Friedrich von Schelling och 1869 professor i filosofi. Som tänkare var Lyng påverkad av i synnerhet Grundtvig, Kierkegaard och Hegel. Hans religiösa grundtankar gör sig särskilt gällande i de religionsfilosofiska skrifterna Hedenskabets levnetsløb (1866), Jødedommen (1867) och Grundtvigianismen og skrifttheologien (1872). 
Lyngs huvudverk, Grundtankernes system (3 band, 1882-87), är en djupgående och själfull framställning av Hegels logik. Han söker här återupprätta hegelianismen genom att befria den från den subjektivism och formalism, vari den under själlösa epigoners behandling förstenats, och ingjuta i densamma en nyare tids realism. Därvid utgick han från den uppfattningen, att logiken är "ett verkligt instrument till kunskap om sanningen till alla viktiga frågors lösning".